# Аліс Шлезінгер
Аліс Шлезінгер (івр. אליס שלזינגר; нар. 26 травня 1988, Герцлія, Тель-Авівський округ) — ізраїльська та британська самбістка і дзюдоїстка, бронзова призерка Чемпіонату світу з дзюдо (Роттердам, 2009), володарка (2008, 2009, 2012, 2017), п'ятиразова чемпіонка Ізраїлю з дзюдо (2004, 2005, 2006, 2007, 2009). Представник Ізраїлю на двох Олімпіадах (Пекін 2008, Лондон 2012). Чемпіонка світу з боротьби куреш. Самбістка, чемпіонка світу з самбо (Санкт-Петербург 2013, Наріта 2014), чемпіонка Європи з самбо (Бухарест 2014), чемпіонка Світу з самбо (Ташкент 2021).

## Біографія
Народилася і виросла в Герцлії, у неї чотири сестри та один брат. Мати, яка народилася в Англії, у минулому була футболісткою.
Шлезінгер почала займатися дзюдо у 8 років, з 14 років навчалася у школі-інтернаті для обдарованих дітей Інституту фізкультури та спорту ім. Вінгейта.
Пізніше Аліс почала тренуватися у клубі Samurai-do (місто Рішон-ле-Ціон), керівником клубу є колишній тренер збірної команди країни — Павло Мусін.
У грудні 2008 року вона оголосила про свої заручини з Павлом Мусіним (особистий тренер спортсменки). У червні 2015 року Аліс написала на своїй офіційній сторінці Фейсбук про майбутнє (16 вересня) весілля з Павлом Мусіним.

## Спортивна кар'єра

### Дзюдо. Збірна Ізраїлю
Квітень 2004 — чемпіонка Ізраїлю з дзюдо у вазі до 57 кг.
У липні 2004 року Аліс Шлезінгер стала чемпіонкою Європи серед кадетів (European Cadet Championships U17 Rotterdam).
Жовтень 2004 — бронзова медаль Чемпіонату світу серед юніорів (World Junior Championships U20 Budapest).
Весною 2005 р. — Чемпіонка Ізраїлю з дзюдо.
У віці 17 років Аліс завойовує золоту медаль Маккабіади, здобувши перемогу над чемпіонкою світу 2003 року Даніелою Кроковер (колишньою ізраїльською спортсменкою, що представляє Аргентину).
Чемпіонат Європи (European U20 Championships Zagreb) у жовтні 2005 року — бронзова медаль.
Осінь 2006 року — срібло Чемпіонату Європи U20 у Таллінні.
Грудень 2006 року — чемпіонка Ізраїлю з дзюдо.
У жовтні 2007 року в Празі Аліс стає чемпіонкою Європи серед спортсменів віком до 20 років. (European U20 Championships Prague).
Грудень 2007 року — чемпіонка Ізраїлю з дзюдо.
Аліс виборює бронзову медаль чемпіонату Європи (European Championships Lisbon, 2008, Portugal).
У віці 20 років Шлезінгер представляла Ізраїль на Олімпійських іграх (Пекін 2008). Вона програла перший бій француженці Люсі Декосс, яка виборола срібло цієї Олімпіади і золото наступної. Програла втішний бій та вибула зі змагань.
У 2009 році вона стає бронзовим призером Чемпіонату Європи в Тбілісі (European Championships Tbilisi, 2009).
Влітку 2009 року Шлезінгер виборює бронзову медаль Чемпіонату світу в Роттердамі (World Championships Rotterdam). Цього ж року вона стає чемпіонкою Європи серед спортсменів до 23 років (European Championships U23 Antalya, 2009).
У грудні 2009 року Аліс Шлезінгер стала чемпіонкою Ізраїлю з дзюдо вп'яте.
За рішенням Олімпійського комітету Ізраїлю, Аліс Шлезінгер та гімнаст Алекс Шатілов визнані найкращими спортсменами 2009 року.
Червень 2010 року — Золота медаль Кубка світу (World Cup Tallinn, 2010).
Жовтень 2010 — золота медаль кубка світу в Баку (World Cup Baku, 2010).
Лютий 2011 — срібна медаль Гран-прі у Дюссельдорфі (Німеччина).
Травень 2011 — золота медаль Гран-прі (IJF Grand Prix Baku, 2011).
Червень 2011 — золото Кубка світу (World Cup Lisbon, 2011, Portugal).
Влітку 2011 Аліс Шлезінгер займає 6 позицію у світовому рейтингу (IJF World Ranking List) своєї вагової категорії.
Вересень 2011 — золота медаль Кубка світу (IJF World Cup Tashkent, 2011, Uzbekistan).
У лютому 2012 року — Бронзова медаль Великого Шолома (Париж).
Квітень — бронзова медаль Чемпіонату Європи з дзюдо (European Championships Chelyabinsk, 2012). РФ.
Травень 2012 — золота медаль Турніру Великого Шолома (IJF Grand Slam Moscow, 2012). РФ.
Аліс Шлезінгер — учасниця Олімпійських ігор у Лондоні (7 місце). Вона перемогла у першому бою, вийшла у чвертьфінал, але програла дзюдоїстці зі Словенії Уршці Жолнір, яка згодом здобула золото у цій ваговій категорії.
Березень 2013 — бронзова медаль Гран-прі (IJF Grand Prix Samsun, 2013) Туреччина.

### Самбо, боротьба на поясах, кураш (2013-2014, 2021). Збірна Ізраїлю
«Дзюдоїстка, що у конфлікті з федерацією дзюдо, знайшла собі нову область. У той час, коли професійне майбутнє в дзюдо неясно — Аліс Шлезінгер продовжує розвивати успіх у змаганнях Універсіади, що проходить в Казані (Росія). Після завоювання золотої медалі у боротьбі на поясах сьогодні ізраїльтянка завойовує золоту медаль у самбо». אתר ערוץ הספורט. Спортивний канал (івр.)

XXVII Всесвітня Літня Універсіада 2013 (Казань), Аліс Шлезінгер здобула золоті медалі в двох видах спорту: боротьбі на поясах та самбо.
«Через певні проблеми у збірній з дзюдо в нашій країні я вирішила переключитися на виступ в інших видах. Разом з моїм особистим тренером ми вирішили, що самбо — саме той спорт, в якому я можу досягти успіху. Так воно в результаті і сталося. Але поєдинки були справді важкі, а суперники різні та дуже цікаві.

Я така щаслива, що здобула дві золоті медалі для Ізраїлю, для моєї родини, для мого тренера Павла Мусіна, для мого клубу Samurai-do, для моїх друзів і для себе самої». (івр.)

Всесвітні Ігри бойових мистецтв 2013 (World Combat Games) — бронзова медаль із самбо.
На Чемпіонаті світу, що проходив у Санкт-Петербурзі в листопаді 2013, Аліс Шлезінгер стала чемпіонкою світу з самбо, здобувши перемогу над Ольгою Медведєвою з РФ.
У грудні 2013 року виступає на Чемпіонаті світу з боротьби кураш (The World Kurash Senior Championships 2013) у Туреччині. Вона перемагає у всіх 4 боях і стає чемпіонкою світу.
Березень 2014 року — золота медаль етапу Кубка світу «Меморіал А. Харлампієва» з самбо, що проходить у Москві.
Чемпіонат Європи з самбо (Румунія). 17 травня 2014 року Шлезінгер здобула титул чемпіонки Європи з самбо, у фінальному поєдинку здобувши перемогу над чемпіонкою світу з самбо 2012 року (Ваня Іванова, Болгарія). Крім золотої медалі, Аліс Шлезінгер була нагороджена призом «За кращу техніку».
Чемпіонат світу з самбо, Наріта (Японія) 23 листопада 2014 року. Аліс Шлезінгер виборола золоту медаль, вдруге ставши чемпіонкою світу з самбо. У фінальному поєдинку вона знову (як у 2013 році) зустрілася з Ольгою Медведєвою з РФ та здобула перемогу.
15 грудня 2014 року Аліс здобула титул спортсменки року Ізраїлю в категорії «Неолімпійські види спорту».
2021 року в Ташкенті (Узбекистан), на Чемпіонаті світу із самбо	здобула для Ізраїлю золоту медаль, ставши першою чемпіонкою Світу у ваговій категорії до 72 кг.

### Конфлікт із Федерацією дзюдо Ізраїлю
У період підготовки до Олімпійських ігор (Ріо 2016) дзюдоїстці запропонували змінити особистого тренера на тренера збірної Ізраїлю, який паралельно є особистим тренером її багаторічної спортивної суперниці тієї ж вагової категорії. Їй запропонували набирати вагу — для переходу до іншої вагової категорії. Вона відмовилася.
Шлезінгер повідомила про подання офіційного прохання до Федерації дзюдо Ізраїлю виключити її ім'я зі списку спортсменів-дзюдоїстів, написала звернення Міністру культури та спорту.
З інтерв'ю радіо Галей Цахал:
«Протягом півтора року я боролася за те, щоб залишитися в країні, щоб представляти Ізраїль у дзюдо. Коли спроби не увінчалися успіхом, я зрозуміла, що якщо я хочу продовжувати займатися спортом — то тільки в іншій країні. Я навіть не в стадії переговорів із ким би там не було. Я не можу вести переговори доти, доки мені не дадуть листа про звільнення, щоб я могла звернутися до інших країн. Я не можу тренуватися у тренера моєї спортивної суперниці, який виховує її з 6-річного віку. Він не може бути незацікавленим, він не може бажати перемоги нас обох у рівній мірі».
Спортсменці оголосили про заборону представляти інші країни у змаганнях з дзюдо, перевівши в стан «охолодження» на три роки, згадуючи пункт Олімпійської Хартії, в якому немає однозначної вимоги періоду в три роки:
«Спортсмен, який уже представляв одну країну на Олімпійських, континентальних чи регіональних іграх або на чемпіонатах світу чи регіону, визнаних відповідною МФ, і який змінив своє громадянство або отримав нове громадянство, може представляти на Олімпійських іграх свою нову країну лише після закінчення періоду три роки. після його останнього виступу за свою попередню країну.

Цей період може бути скорочений або навіть скасований Спосібом МОК за згодою відповідних НОК та МФ; Виконком МОК враховує обставини кожного конкретного випадку». МОК. Олімпійська Хартія. п.41

З моменту закінчення Олімпіади в Лондоні протягом 16 місяців — дзюдоїстка Аліс Шлезінгер взяла участь в 1 змаганні з дзюдо.
17 грудня 2013 року відбулася прес-конференція, на якій Аліс Шлезінгер описала події року з половиною і зробила заяву:
«З розмови з Понті (*голова Федерації дзюдо Ізраїлю) я зрозуміла, що все, чого він хоче — це щоб мене не було в дзюдо. Неважливо — що я зроблю в спортивному плані, навіть якщо буду першою в рейтингу — мене не буде на Олімпіаді. Тієї ж хвилини я зрозуміла, що він намагається знищити мою кар'єру і в нього є шанс у цьому досягти успіху. Надійшла нова пропозиція, не пропозиція — вказівка, що я маю перейти тренуватися до Шані Гершко, тренера моєї суперниці. Павло (*особистий тренер Павло Мусін, чоловік Аліс) заявив, що готовий відійти вбік — якщо буде залучений інший тренер, здатний вести мене вгору. Павло повідомив, що він готовий відмовитись від своєї зарплати. Понті не погодився і він знав заздалегідь, що я не погоджусь ніколи тренуватися у Гершка. Понті намагався зобразити мене жадібною людиною, яка дбає лише про свого чоловіка. Понті переміг, я ніколи більше не представлятиму Ізраїль у дзюдо. Він зробив усе, щоб я пішла зі спорту, але тут я не маю наміру йому поступатися. Сьогодні я подала позовну заяву до суду — з тим, щоб зобов'язати Понті відпустити мене і дати мені здійснити свою мрію. Я боролася за те, щоб представляти Ізраїль, це найважливіше для мене. Я хотіла залишитись тут, і боротися за своє місце, за свій прапор та свій гімн. Але мені важливо займатися дзюдо. І коли я зрозуміла, що тут цього не станеться — зрозуміла, що я маю продовжувати своє життя».

«Мені дуже важко. Моя сім'я — родина патріотів, але навіть мої батьки сказали мені: „Або ти змагатимешся в дзюдо в іншій країні, або не змагатимешся зовсім“».

На запитання журналістів про те, чи вона готова до того, що ніхто не звернеться до неї — Аліс Шлезінгер відповіла, що на даний момент 15 країн хотіли б, щоб вона їх представляла.
Адвокат Аліс Шлезінгер (Амір Розенберг) зробив заяву про те, що більше половини членів Федерації дзюдо — люди, залежні від Понті, які не голосуватимуть проти його рішень. На екрані прес-конференції було представлено схему.
Керівник Федерації дзюдо Моше Понті заперечував одноосібне призначення кандидата на Олімпіаду. В інтерв'ю радіо 102FM сказав, що він нічого не встановлює («לא, אני לא קובע»).
В інтервью спортивному телеканалу ערוץ הספורט Понті заявив, що збільшення ваги спортсменки було не вимогою, а пропозицією в її інтересах. Про перспективи її звільнення він сказав:
«Якби Аліс Шлезінгер хотіла змагатися і перемагати, вона не стала б займатися такими справами. Якщо не вийшло на двох Олімпіадах, шанс, що вийде на третій — слабкий. Я зроблю все, щоб вона залишилася. Аліс має залишитися в країні. Від мене залежить: відпустити її чи ні. Якщо надійде звернення від іншої країни, ми зважимо: відпускати її чи ні. Я думаю, що її використовують. Якби в неї був тренер, який не є її чоловіком — вона б його змінила. Дай мені хоч одну причину, щоб я захотів дати їй піти»

Павло Мусін (особистий тренер та чоловік спортсменки), на особистій сторінці Фейсбук, в інтерв'ю 9 каналу, на прес-конференції:

«Після того, як протягом 6 місяців він (*Понті) не відповів ні на одне зі звернень Аліс — він хоче переконати громадськість у своїх діях на благо і заради її успіху.

Федерація дзюдо вводить всіх в оману. Я з першого ж дня, з першої зустрічі з Головою Федерації Понті сказав, що я готовий (якщо я — це проблема просування спортсменки) посунутися убік. На першому ж засіданні Федерації дзюдо я заявив, що я готовий відмовитися і від зарплати, якщо проблема — в грошах.

Наша головна мета — отримання звільнення. До нас звернулося близько 15 країн різних континентів: вони шоковані та пропонують як свої послуги, так і те, щоб Аліс брала участь у змаганнях від їхнього імені. Олес втратили, це зрозуміло. Тож дайте їй піти».

18 грудня, в етері програми 10 каналу «Орлі та Гай» — Шлезінгер сказала про те, що слова голови Федерації дзюдо розходяться зі справою: він багато разів говорив про те, що не вірить у неї та її здатність здобути олімпійські медалі — і водночас час відмовляється відпустити та тримає як заручницю.Алис Шлезингер — в эфире программы радио 103.fm:
«Я не маю наміру представляти Федерацію дзюдо. Сподіваюся, що зможу представляти Ізраїль у самбо і зроблю максимум для підняття прапора Ізраїлю та звучання гімну. Не в дзюдо, в інших видах спорту. Якби я мав найменший сумнів у тому, що я можу здобути олімпійські медалі — я б не робила того, що роблю. Якщо представляти іншу країну — що робити, це шанс. Півтора роки очікування та невдалого досвіду. Я не маю часу чекати: підрахунок балів для Олімпіади починається за два роки до її проведення. Я не маю часу сидіти і чекати, що станеться диво».

Комментарий The Jerusalem Post:
«Найкращий спосіб спробувати прояснити ситуацію, що склалася між Аліс Шлезінгер і Федерацією дзюдо Ізраїлю — почати з незаперечних фактів.
Шлезінгер по праву заслужила репутацію одного з найкращих спортсменів-олімпійців Ізраїлю в останні роки, здобувши медалі чемпіонатів світу та Європи, представляючи країну у двох олімпійських іграх. Однак, з часів Олімпіади в Лондоні в 2012, з якої минуло 16 місяців — Шлезінгер взяла участь лише в 1 змаганні. „Понті зробив усе можливе, щоб я пішла, але я не здамся, — сказала вона голосом, що зривається“». Allon Sinai

Комментарий Ynet (Єдіот Ахронот):
«Зробила приклад сотням спортсменів — таким самим як вона, тільки менш відомим і успішним, які заздалегідь відмовляються навіть від думки боротьби з системою, що щодня застрягає в бюрократичних колесах. Вона зробила це, не знаючи — куди піде, оточена тоннами маніпуляцій та бруду». 'שרון דוידוביץ

Чемпіонка Ізраїлю у бігу з перешкодами на 3000 м. Ноам Неєман (Noam Neeman) написала на своїй сторинці, її слова були процитовані сайтом на підтримку Аліс Шлезінгер:
«Дзюдо є прикладом всім видів спорту. Як спортсмени, ми маємо якщо не сказати про свою позицію — то принаймні — висловити шок. У приватних розмовах з друзями з різних збірних, люди обурені і незадоволені тим, що трапилося з Аліс — але, що важливіше — вони ідентифікують себе з ситуацією і смертельно бояться відкрити рота на адресу своїх федерацій — щоб у них не забрали те, що дають у даний момент».

Представник міністерства культури та спорту Ізраїлю на початку лютого 2014 року надіслав листа голові Федерації дзюдо Ізраїлю з проханням надати звільнення Аліс Шлезінгер.
Голова Олімпійського комітету Ізраїлю висловився за надання свободи Аліс Шлезінгер.
20 лютого 2014 року відбулося попереднє судове слухання щодо клопотання Аліс Шлезінгер про надання їй листа про звільнення. Представник Федерації дзюдо заявив, що міністр спорту, яка підтримала визволення Аліс Шлезінгер, є політиком, на яку натиснули. Суд не отримав чіткої відповіді на запитання: чому Федерація дзюдо не надає звільнення спортсменці. Підтримати Аліс Шлезінгер прийшли багато хто, частина тих, хто прийшов, залишилася в коридорі, оскільки їм не вистачило місця в залі судових засідань.
10 квітня з'явилося повідомлення про спробу провести психіатричну перевірку Аліс Шлезінгер.
28 квітня 2014 року, після більш ніж 1 року відсутності спортсменки у змаганнях дзюдо, оприлюднено рішення арбітра про те, що Федерація дзюдо Ізраїлю має надати Аліс Шлезінгер звільнення, щоб вона отримала можливість представляти в дзюдо іншу країну.

Після того, як спортсменка отримала звільнення, пройшовши через суд і згідно з рішенням арбітра спортивних асоціацій, всі попередні запрошення збірних команд були відкликані. Висловлюються різні версії події. Станом на грудень 2014 року Аліс Шлезінгер не була членом будь-якої збірної команди дзюдо.
«Приєднання Шлезінгер до самбо було вимушеним.
Тривалий — і конфлікт, що набув широкого розголосу, з федерацією дзюдо Ізраїлю, що почався після її повернення з лондонської Олімпіади — залишив Шлезінгер поза видом спорту, в якому вона виросла.
«Рішення Павла йти до самбо є геніальним. Без самбо я була змушена протягом двох років нейтрально тренуватися — і це майже неможливо. Сьогодні, коли я маю такі завдання як чемпіонат світу або чемпіонат Європи — я отримую заряд енергії, і це мене підтримує».
Вона не стежить за тим, що відбувається в дзюдо («Я не можу дивитися змагання, щемить серце»).
Коли і якщо ти повернешся — ти будеш кращою дзюдоїсткою, ніж торік?
„Я буду найкращою людиною, ніж у минулому. Це точно. І я хочу вірити, що й найкращою дзюдоїсткою. Цей розділ мого життя ще не закінчено.“»

### Дзюдо. Збірна Великобританії
14 грудня 2014 року, після 20 місяців поза дзюдо — участь у Чемпіонаті Британії Senior British Judo Championships. Аліс Шлезінгер виборола золоту медаль.
24 грудня 2014 — отримання офіційного дозволу Міжнародної федерації представляти Великобританію в дзюдо.
7 лютого 2015 року — перше міжнародне змагання після майже дворічної перерви. Відкритий турнір Європи, Болгарія. Срібна медаль.
21 лютого 2015 року — Гран-Прі Дюссельдорф. Аліс перемогла у 5 боях і стала переможницею змагання у категорії 63 кг. Золота медаль Гран-Прі Дюссельдорф.

28 лютого 2015 — Відкритий турнір European Open, Prague 2015. Срібна медаль.
«Я не почуваюся на піку — бо ці два роки вдарили по мені. Сьогодні це не просто повернутись до змагань фізично — це складно психологічно. У змаганнях я здобула перемогу над спортсменками, у тому числі такими, що перебувають на вершині світового рейтингу. У мене є все, що потрібно — але багато складної роботи попереду. Мені вдалося повернутися, це перемога попри все. Три медалі. Я думала, що в мене займе більше часу. Всі, хто сьогодні бачить мене на татамі, каже, що я виглядаю інакше. Я не відчуваю себе інакше».

28 березня 2015 — Гран-Прі Самсун. Бронзова медаль.
9 травня 2015 — Бронзова медаль Великого Шолома в Баку (Grand Slam Baku).
18 липня 2015 року Аліс Шлезінгер взяла участь у Турнірі Великого Шолому Judo Grand Slam Tyumen 2015. У чвертьфіналі вона зустрілася з чемпіонкою світу 2013 року та срібною призеркою Чемпіонату світу 2014 року Ярден Джербі — і здобула перемогу. У півфіналі Аліс зазнала травми ноги, але продовжила змагання. В результаті вона виборола бронзову медаль.
27 серпня 2015 — Чемпіонат світу World Judo Championships Astana 2015. Аліс програла в першому поєдинку, поступившись Франссен (Juul Franssen).
У листопаді — бронзова медаль Grand-Prix Jeju 2015..
20 лютого 2016 року Аліс виборола срібну медаль Гран-Прі Дюссельдорф. У півфіналі вона здобула перемогу над Ярден Джербі, вдруге після свого повернення в дзюдо.
7 травня 2016 року Аліс Шлезінгер стала переможцем Великого Шолома в Баку. У півфіналі вона (втретє поспіль) перемогла Ярден Джербі.9 августа 2016 Алис приняла участие в третьей в своей жизни Олимпиаде — Рио 2016. Она победила в первом поединке дзюдоистку из Южной Кореи Bak Jiyun. Потом встретилась с представительницей Нидерландов (Anicka van Emden) — и проиграла, заработав шидо (shido defeat).
Сразу после выбывания из олимпийских соревнований, Алис Шлезингер сказала в интервью израильскому каналу Аруц а-Спорт5:
«Я дивлюсь уперед. Не жалкую ні про що, що зробила. Я дуже щаслива, що мені вдалося потрапити сюди та досягти олімпійського критерію відбору. Якби два роки тому запитали мене: чи можу я дійти до Олімпіади, коли всі інші були вже на середині набору очок — я відповіла б, що шансу немає. Але мені вдалося за трохи більше ніж 1 рік потрапити на Олімпіаду. Це був божевільний шлях».

11 березня 2017 року, пропустивши через травму 2 змагання, Аліс Шлезінгер взяла участь у Великому Шлемі Баку та здобула золоту медаль Judo Grand Slam Baku 2017.
21 квітня 2017 року — Чемпіонат Європи з дзюдо 2017. Аліс стала бронзовою призеркою Чемпіонату Європи.
У травні 2019 року Шлезінгер була відібрана для участі в Європейських іграх 2019 в Мінську (Білорусь), де здобула срібну медаль.
|  |  |  |  |

## Медалі
Результати: 
| Рік  | Турнір                        | Місце | Rep.            | Ref.    |
| ---- | ----------------------------- | ----- | --------------- | ------- |
| 2005 | 2005 Маккабіада               | 1     | Ізраїль         | [ 141 ] |
| 2008 | 2008 Чемпіонат Європи з дзюдо | 3     | Ізраїль         | [ 142 ] |
| 2009 | 2009 Чемпіонат Європи з дзюдо | 3     | Ізраїль         | [ 143 ] |
| 2009 | 2009 Чемпіонат світу з дзюдо  | 3     | Ізраїль         | [ 144 ] |
| 2010 | 2010 Judo World Masters       | 3     | Ізраїль         | [ 145 ] |
| 2011 | Grand Prix Düsseldorf         | 2     | Ізраїль         | [ 146 ] |
| 2011 | Grand Prix Baku               | 1     | Ізраїль         | [ 147 ] |
| 2011 | Grand Prix Qingdao            | 3     | Ізраїль         | [ 148 ] |
| 2012 | Grand Slam Paris              | 3     | Ізраїль         | [ 149 ] |
| 2012 | 2012 Чемпіонат Європи з дзюдо | 3     | Ізраїль         | [ 143 ] |
| 2012 | Grand Slam Moscow             | 1     | Ізраїль         | [ 150 ] |
| 2013 | Grand Prix Samsun             | 3     | Ізраїль         | [ 151 ] |
| 2015 | Grand Prix Düsseldorf         | 1     | Велика Британія | [ 152 ] |
| 2015 | Grand Prix Samsun             | 3     | Велика Британія | [ 153 ] |
| 2015 | Grand Slam Baku               | 3     | Велика Британія | [ 154 ] |
| 2015 | Grand Slam Tyumen             | 3     | Велика Британія | [ 155 ] |
| 2015 | Grand Prix Jeju               | 3     | Велика Британія | [ 156 ] |
| 2016 | Grand Prix Düsseldorf         | 2     | Велика Британія | [ 157 ] |
| 2016 | Grand Slam Baku               | 1     | Велика Британія | [ 158 ] |
| 2017 | Grand Slam Baku               | 1     | Велика Британія | [ 159 ] |
| 2017 | Чемпіонат Європи з дзюдо 2017 | 3     | Велика Британія | [ 160 ] |
| 2017 | Grand Prix The Hague          | 2     | Велика Британія | [ 161 ] |
| 2018 | Grand Prix The Hague          | 2     | Велика Британія | [ 162 ] |
| 2019 | Grand Prix Antalya            | 3     | Велика Британія | [ 163 ] |
| 2019 | Чемпіонат Європи з дзюдо 2019 | 2     | Велика Британія | [ 164 ] |

### Офіційні сторінки
- Алис Шлезингер. Офіційна сторінка facebook. עמוד הפייסבוק הרישמי של הג'ודאית אליס שלזינגר (івр.). Архів оригіналу за 26 травня 2021. Процитовано 16 листопада 2021.
- Аліс Шлезингер. Сторінка twitter. Архів оригіналу за 16 листопада 2021. Процитовано 16 листопада 2021.

- Група підтримки Аліс Шлезингер. Фейсбук. Архів оригіналу за 16 листопада 2021. Процитовано 16 листопада 2021. We support Alice Schlesinger
- Група підтримки Аліс Шлезингер. ВКонтакті.
- Група підтримки Аліс Шлезингер. Твіттер. Архів оригіналу за 16 листопада 2021. Процитовано 16 листопада 2021.
- Сайт у підтримку Аліс Шлезингер. For Alice Schlesinger. Архів оригіналу за 16 листопада 2021. Процитовано 16 листопада 2021.
- Клуб Samurai-do (головний тренер і директор — Павло Мусін). Samurai do — רשת בתי ספר לג'ודו (івр.)